# Mobiele telefoon

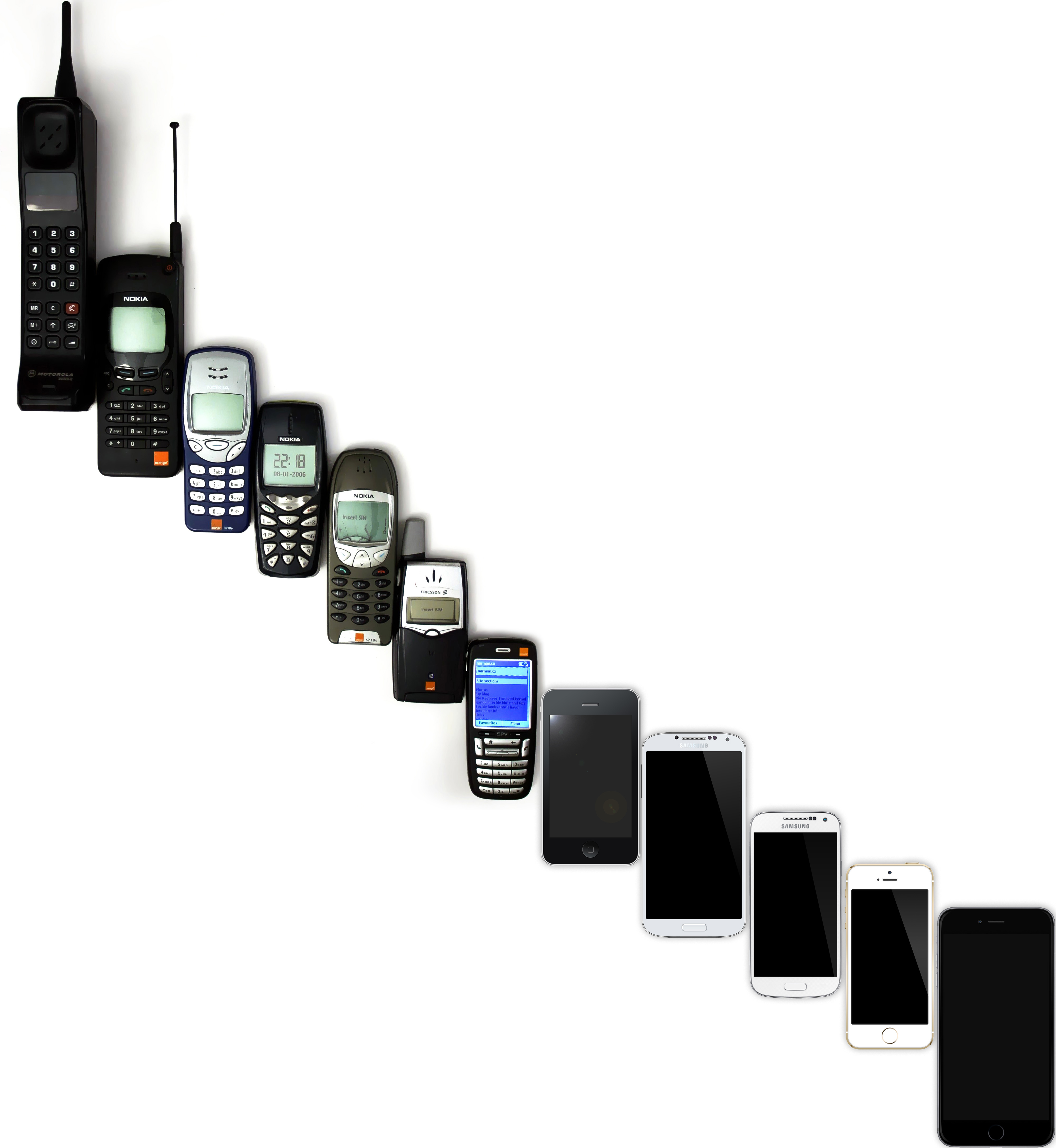
Evolutie van mobiele telefoons

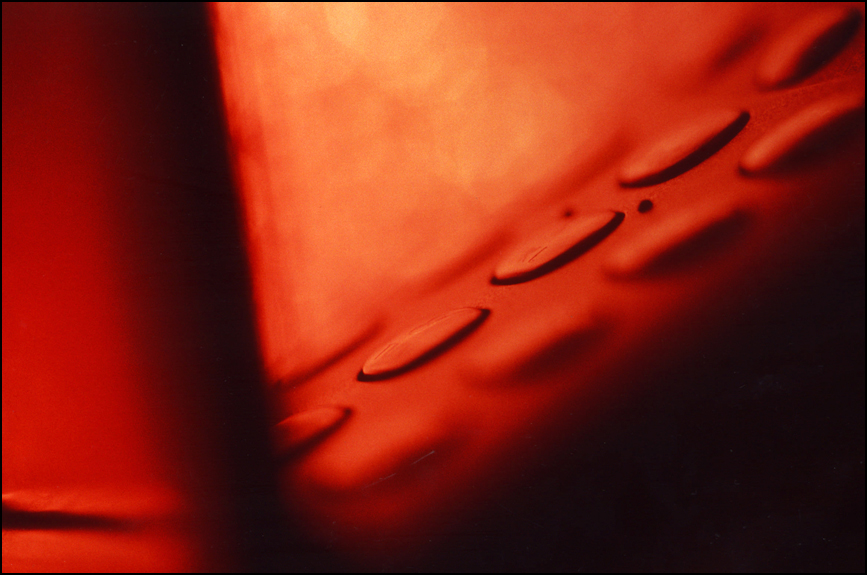
Mobiele telefoon (detail)

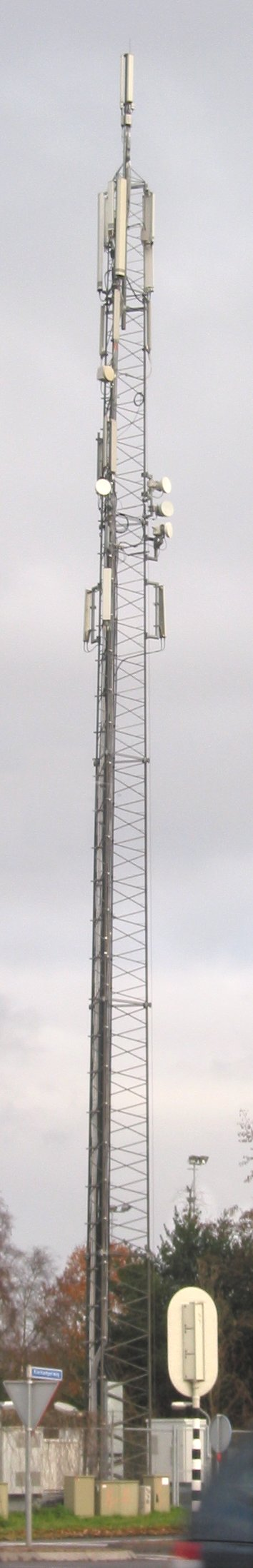
Zend- en ontvangstmast voor mobiele telefonie

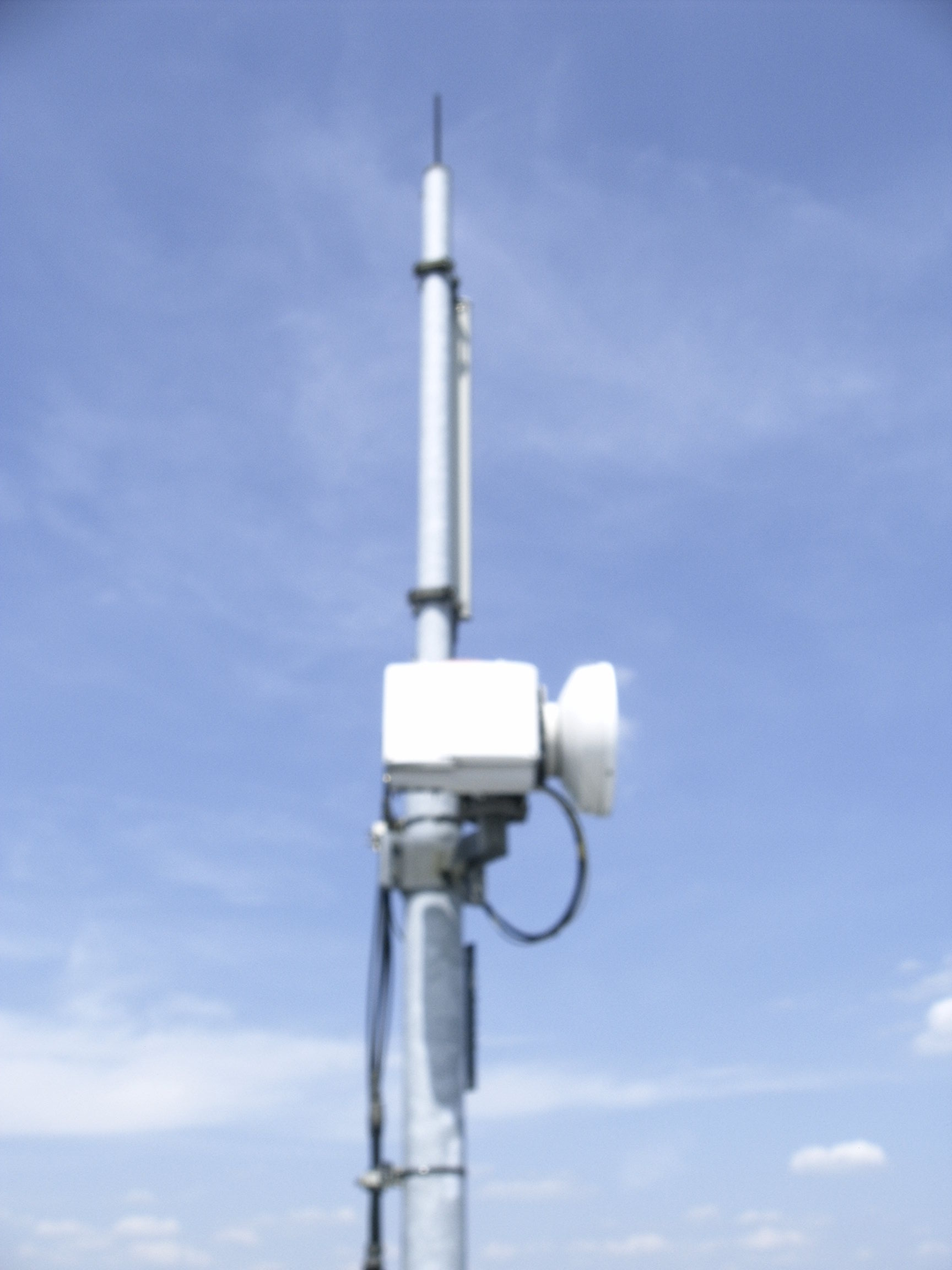
Zendmast T-mobile op ongeveer 60 meter hoogte

Een mobiele telefoon, ook wel mobiel(tje) (Nederland), gsm (België) of cellulair (Suriname) genoemd, is een apparaat waarmee draadloos getelefoneerd kan worden met behulp van een netwerk van antennes. Mobiele telefoons maken gebruik van radiogolven en van telefooncentrales om binnen een bepaalde regio communicatie tussen de gebruikers mogelijk te maken. Dit kan zowel in een openbaar als in een privénetwerk. Een voorbeeld van een gesloten privénetwerk is het C2000-netwerk voor hulpverleningsdiensten in Nederland, of Astrid in België. De eerste generaties maakten gebruik van analoge modulatie, latere van digitale (gsm en UMTS).
De term mobiele telefoon omvat niet de zogenaamde draadloze telefoons die gekoppeld zijn aan een vaste telefoonaansluiting en die alleen gebruikt kunnen worden binnen een straal van honderd meter van het basisstation.
Om radiofrequenties te gebruiken voor mobiele telefonie is in Nederland een vergunning van het Agentschap Telecom van het ministerie van Economische Zaken noodzakelijk. Mobiele telefoons moeten door dit agentschap (of een vergelijkbare instantie in een ander EU-land) worden goedgekeurd.
De eerste mobiele telefoon, de DynaTAC 8000X van Motorola, woog 790 gram. In 2019 wogen veel mobiele telefoons minder dan 100 gram. Geavanceerdere toestellen zijn smartphones; deze wegen veelal tussen de 100 en 200 gram.
In 2010 werden er 1,4 miljard mobiele telefoons verkocht. In 2011 was 65% van de verkochte telefoons een smartphone.

## Geschiedenis van de mobiele telefoon in België/Nederland
In de jaren 1950 werd begonnen met de opzet van een semi-openbaar netwerk van zogenaamde mobilofoons, vooral gebruikt door bepaalde groepen. Er was geen gespreksgeheim. Een gesprek moest bij de telefoniste worden aangevraagd en daarbij moest worden opgegeven waar de mobilofoonabonnee zich ongeveer bevond. Spreken en luisteren was niet tegelijk mogelijk en het was gebruikelijk “Over!” te zeggen om het woord aan de tegenpartij te geven. Een telefoniste, die meeluisterde, schakelde in de centrale de verbinding om.

### ATF-1 tot en met ATF-3
In de jaren 1970 ontstonden de autotelefoon-netwerken. De Nederlandse PTT die destijds het staatsmonopolie had op telecommunicatie, hanteerde voor dergelijke netwerken de afkorting ATF. De netwerken gebruikten aanvankelijk frequenties van ca. 150 MHz, later ca. 450 MHz en ten slotte ca. 950 MHz. De netwerken waren analoog; er werd gebruikgemaakt van frequentiemodulatie en iedereen met een simpele ontvanger kon meeluisteren.
ATF-1, dat rond 150 MHz werkte en in maart 1980 werd geïntroduceerd, was tamelijk omslachtig. Zo moest de gesprekspartner die de abonnee vanaf het vaste net opriep weten in welk van de drie oproepgebieden in Nederland de opgeroepene zich bevond. Wel kon ATF-1 in Duitsland en Oostenrijk worden gebruikt. Doordat de capaciteit slechts toereikend was voor circa 2500 gebruikers zat het systeem na 3 jaar al vol.
ATF-2 werd in 1985 geïntroduceerd en werkte volgens een in Scandinavië ontwikkeld concept: Nordic Mobile Telephone. Het werd ook wel NMT-450 genoemd vanwege de gebruikte frequentieband. Er konden 50.000 abonnees op worden aangesloten. In 1989 zat het systeem in Nederland vol. Een uitbreiding op ATF-2 vormde ATF-3, dat met het NMT-900 systeem werkte op de 900MHz-frequentieband en kwam in 1989 in bedrijf. Hiermee konden kleinere toestellen worden gerealiseerd met kleinere antennes en lagere vermogens en er konden meer gebruikers op worden aangesloten.
Gebruik was in eerste instantie uitsluitend toegestaan aan boord van voertuigen. Wie een autotelefoon aan boord van een schip gebruikte was in overtreding. Aan boord van schepen was uitsluitend een marifoon als communicatiemiddel toegestaan. Het duurde jaren voordat aan deze situatie een einde kwam.
ATF-3 werd als laatste ATF-net in 1997 opgeheven.
Uit een filmpje van Frans Bromet uit 1998 leek het er nog op dat de meeste Nederlanders het mobiel bellen nog niet zagen zitten.
Per 1 januari 2005 zijn de frequenties rond 151 MHz van het ATF-1-netwerk vrijgegeven voor kerkradio.

### Greenpoint
Van 1992 tot en met 1998 kende Nederland een semi-mobiel telefoonnetwerk onder de naam Greenpoint met de Greenhopper-toestellen die volgens de ETSI-standaard I-ETS 300 131 (CT2) werkten.

### Gsm
Sinds ongeveer 1993, met de start van het gsm-netwerk, is het aantal mensen met een mobiele telefoon zeer sterk gestegen. Tot begin jaren 1990 was het gebruik beperkt tot zakenlieden, binnenvaartschippers en beroepschauffeurs. Het eerste netwerk voor mobiele telefonie in België werd door Proximus op 1 januari 1994 opengesteld.
Tien jaar later had bijna elke Nederlander en Belg een mobiele telefoon. Hierdoor is het telefoneren in openbare ruimtes, treinen en auto’s gemeengoed geworden. De overheid zag zich genoodzaakt maatregelen af te kondigen tegen het telefoneren in de auto met het toestel in de hand. In ziekenhuizen werd gevraagd de mobiele telefoon uit te schakelen aangezien oude apparatuur mogelijk gestoord kon worden. Gaandeweg is medisch apparatuur minder gevoelig geraakt voor de aanwezigheid van mobiele telefoons. Geruime tijd werd ook in vliegtuigen gevraagd om mobiele telefoons uit te schakelen, maar het is toegestaan om mobiele telefoons in vluchtmodus te gebruiken tijdens de vlucht.
In gebieden waar geen dekking via een gsm-netwerk beschikbaar is, kan telefoneren via een satellietverbinding een geschikte oplossing vormen. Verschillende systemen zijn beschikbaar.

## Datadiensten
Mobiele telefoons bieden behalve de telefoniedienst ook steeds meer datadiensten. Deze data kunnen weer naar een (draagbare) computer getransporteerd worden. Steeds meer data kunnen ook op het toestel zelf bekeken en ingevoerd worden. Een belangrijke datadienst werd sms, die het mogelijk maakt korte tekstberichten te ontvangen en te versturen, en later Whatsapp dat daarnaast ook de mogelijkheden van beelden verzenden en beeldbellen aanbiedt. (Deels raakten hiermee semafoons achterhaald.)
GPRS, EDGE en UMTS zijn speciaal gemaakt om packet switched data toe te laten op het netwerk. Hierdoor werd een mobiel internet mogelijk dat voorzag in internettoegang.
Verder is er wifi: dit zijn lokale netwerken die verbonden zijn met het internet. Publieke wifinetwerken worden hotspots genoemd. Doorgaans is het gebruik van een hotspot voor gebruikers gratis, maar er bestaan ook betaalmodellen. Verder is er bluetooth voor het verbinden van mobiele telefoons onderling, of mobiele telefoons met andere apparaten (zoals computers, printers of fotocamera's) die ook zijn uitgerust met bluetooth.

### Continue verbinding
In Nederland en België staan UMTS-zendmasten, die in een straal van 10 km het signaal van een mobiele telefoon kunnen ontdekken. Sinds 5G zijn daar de vele small cells bijgekomen. Mobiele telefoons zijn - als ze voorzien zijn van energietoevoer/batterijen - continu verbonden met deze masten. Bij het bellen zendt de mobiele telefoon een signaal naar de andere mast (ook wel node B genoemd). Al die masten zijn verbonden aan een kast, waarin zich apparatuur bevindt die “weet” in welke cel (bereik van een node B) een bepaalde mobiele telefoon zich bevindt. Deze locatiegegevens worden opgeslagen en bewaard - ook wanneer telefoons op 'uit' staan, wat op gespannen voet staat met de privacy van de telefooneigenaar. Dit kan met oudere modellen mobieltjes worden omzeild door de batterij tijdelijk te verwijderen wanneer de telefoon niet in gebruik is; in nieuwere modellen zijn de batterijen dieper weggestopt in het apparaat.

## Onderdelen van de mobiele telefoon
Een mobiele telefoon heeft over het algemeen de volgende onderdelen:
- Microfoon voor de opvang van spraak
- Luidspreker voor de weergave van spraak
- Toetsen (met ten minste de cijfertoetsen 0 tot en met 9, * en #) (bij een touchscreenmodel kunnen deze ontbreken). Mobiele telefoons hebben meestal niet voor iedere letter een toets. Daarom wordt bij het invoeren van tekst (voor een sms, voor het telefoonboek enz.) gebruikgemaakt van multi-tap of T9. Er zijn overigens wel modellen die complete (fysieke) toetsenborden hebben, die bijvoorbeeld onder het toestel vandaan schuiven.
- Beeldscherm
- Een of meer microcontrollers, vaak drie: applicatie, baseband en DSP
- Hoogfrequenteenheid met zender en ontvanger
- Antenne, al dan niet ingebouwd in de behuizing van het toestel
- Batterij voor de stroomvoorziening
- Keramische resonator voor het belgeluid, soms gecombineerd met de luidspreker
- Trilelement voor het stil oproepen van de gebruiker
- Ingebouwde digitale camera
- Geheugenkaart (meestal een microSD-kaart)
- Geïntegreerde gps-antenne
- FM-radio (met analoge ontvanger of via software-defined radio, SDR)

Het beeldscherm kan zijn uitgevoerd als:
- lcd
- oled
- tft, al dan niet in kleur

In het geval van een Touchscreen, functioneert het beeldscherm tevens als invoereenheid.

## Ontwikkeling van de gebruiksmogelijkheden
Een mobiele telefoon had in 1996 de mogelijkheid voor:
- Telefonie met spraakcommunicatie

Een mobiele telefoon had in 1998 de mogelijkheid voor:
- Telefonie met spraakcommunicatie
- Trilfunctie

Een mobiele telefoon had in 2003 gewoonlijk de volgende mogelijkheden:
- Telefonie met spraakcommunicatie
- Trilfunctie
- Dual Band
- Bluetooth (in eerste instantie bij de duurdere/zakelijke toestellen)
- Mobiel internet (WAP, onder andere via GPRS) (idem)
- Tri Band (idem)
- Sms-functie
- Camera voor fotografie of video-opname

Vanaf 2004 werden de volgende mogelijkheden toegevoegd:
- Extra gegevensopslag
- EDGE (gebruikt voor 2G)

Vanaf 2005 werden de volgende mogelijkheden toegevoegd:
- De pda’s geïntegreerd met wifi, GPRS, WAP en gsm.
- Quad Band
- UMTS (gebruikt voor 3G)
- Televisie
- gps-ontvangst (en andere navigatiesystemen zoals Galileo)
- FM-ontvangst (via internet kan webradio worden gebruikt)

Vanaf 2007 werd de volgende mogelijkheid toegevoegd:
- Touchscreen

Vanaf 2008 werd de volgende mogelijkheid toegevoegd:
- Een applicatiewinkel waar digitaal software kan worden aangeschaft (Google Play, Apple App Store).

Vanaf 2011 werden de volgende mogelijkheden toegevoegd:
- NFC, een (bestands)overdrachtstechnologie.
- 4G, een snellere techniek voor mobiel internet.
- Enkele fabrikanten rusten hun toestellen met 3D-schermen uit.

Veel mobiele telefoons hebben een eenvoudige rekenmachine en kunnen eenvoudige uitvoering audio-, afbeeldings- en videobestanden afspelen/weergeven (draagbare mediaspeler-functie), en deze produceren met de audiorecorder-functie en de foto- en videocamera-functie (en dus ook camcorder-functie).
Hoewel meestal allerlei verschillende bestanden naar een mobiele telefoon gezonden kunnen worden, bijvoorbeeld via bluetooth, kunnen op de telefoon alleen bepaalde bestandstypen worden geopend. Zelfs een tekstbestand (anders dan een binnengekomen sms of een op de mobiele telefoon ingetypte notitie) kan in veel gevallen niet worden weergegeven. Een smartphone heeft meestal wel die mogelijkheid.
Technisch zijn de mobiele telefoons mogelijk geworden door vooruitgang in de miniaturisatie van elektronische componenten, het gebruik van digitale technieken en vooruitgang in de batterijtechnologie. Ze werden ook steeds kleiner (begrensd door de hanteerbaarheid, de ruimte die de toetsen vergen, en de wenselijkheid van een niet te klein scherm) en lichter.

## Besturingssystemen
De meeste mobiele telefoons (niet-smartphones) draaien nog steeds op een propriëtair besturingssysteem dat ontwikkeld wordt door de fabrikant van de betreffende telefoon. Nieuwe smartphones draaien meestal op een van de volgende besturingssystemen:
- Apple iOS
- Google Android
- BlackBerry 10 (BlackBerry)

Oudere smartphones draaiden hierop:
- Windows Phone 7, 8 & 10 (Microsoft)
- Windows Mobile (Microsoft)
- Symbian OS
- BlackBerry OS (BlackBerry)
- Maemo (Nokia)
- Moblin (Intel)
- MeeGo (Intel en Nokia)
- Limo
- WebOS (Palm)
- PalmOS (Palm)
- Bada (Samsung)
- Firefox OS (Mozilla)

In ontwikkeling zijnde besturingssystemen voor smartphones zijn:
- KaiOS (de opvolger van Firefox OS)
- Tizen (Samsung en Intel)
- Ubuntu Phone (Canonical)
- Aliyun OS (Alibaba)
- Sailfish OS

Het voordeel van de nieuwe besturingssystemen ten opzichte van de 'gewone' telefoons is het feit dat de eindgebruiker de functionaliteit van zijn telefoon eenvoudig kan aanpassen. Doordat er tienduizenden verschillende mobiele apps te krijgen zijn voor deze besturingssystemen zijn de mogelijkheden eindeloos. Daarnaast is het mogelijk dat de fabrikant het besturingssysteem kan upgraden, om zo meer en nieuwere functionaliteiten te brengen aan de gebruikers.

## Gebruik

### Nederland
In Nederland zijn er 125 mobiele telefoonaansluitingen per 100 inwoners. (1e kwartaal 2009)
In september 2007 waren er in Nederland, volgens een onderzoek van Telecompaper, 18.914.000 mobiele telefoonaansluitingen.

### Luxemburg
In Luxemburg zijn er 97 mobiele telefoonaansluitingen per 100 inwoners. 

### Japan
In Japan zijn er 58 mobiele telefoonaansluitingen per 100 inwoners. (Gegevens uit 2003)

### Verenigde Staten
In de Verenigde Staten zijn er 46 mobiele telefoonaansluitingen per 100 inwoners. De Verenigde Staten is een zogenaamd hightechland. (Gegevens uit 2003)

### België
In 2013 werd in België de barometer van de informatiemaatschappij opgesteld. Deze stelt dat 90,7 % van de Belgen de laatste drie maanden van 2012 gebruikgemaakt heeft van een mobiele telefoon of smartphone. Onder 16-24-jarigen ligt het gebruik van een mobiele telefoon op 92,3 %.
| Groep         | Gebruik |
| ------------- | ------- |
| 16-24 jaar    | 92,3 %  |
| 65-74 jaar    | 80,8 %  |
| Laaggeschoold | 85,0 %  |

## Gebruik in het buitenland
Er kan verwarring ontstaan over de te kiezen nummers als men zich in het buitenland bevindt.
Wie met een mobiele telefoon belt, belt een nummer in het land waar hij zich bevindt. Dus iemand die met een Nederlandse telefoon in België is en een nummer kiest zonder landnummer ervoor, maakt verbinding met een onbekende die in België datzelfde nummer heeft. Om dat te vermijden is het verstandig de nummers inclusief het landnummer (voorafgegaan door +) in het adresboek op te nemen. Kiest men het alarmnummer 112, dan krijgt men verbinding met de hulpdienst in België. Het is niet zeker dat het de Belgische hulpdienst zal zijn wanneer men zich in de buurt van de grens bevindt.
Wie naar een mobiele telefoon belt met het volledige land- en abonneenummer, hoeft niet te weten waar de opgeroepene zich bevindt. Hij kiest het gebruikelijke nummer. Het telefoonnetwerk zorgt dan voor de verbinding vanuit het gewenste land.

## Betaling van het gebruik van de digitale netwerken
Betaling van het gebruik van de digitale netwerken kan met twee systemen:
- Men neemt een abonnement waarbij vaak ook belminuten en/of een aantal sms'jes en dergelijke zijn inbegrepen, en eventueel beperkt of onbeperkt gebruik van internet, en krijgt een maandelijkse rekening voor de vaste kosten en de eventuele bijbetaling achteraf van extra gebruik. Vaak is een toestel goedkoop of gratis bij het afsluiten van een abonnement voor bijvoorbeeld één of twee jaar. De abonnementsprijs fungeert daarbij tevens als “afbetaling” van het toestel.
- Men kiest voor prepaid: men koopt een beltegoed; alleen het gebruik kost geld, ten laste van dit tegoed; wanneer het opraakt kan men door een bedrag te betalen het tegoed opwaarderen. Vaak is er een minimumfrequentie voor opwaarderen, bijvoorbeeld minstens eens in de 6 maanden, en een minimumbedrag per keer, bijvoorbeeld € 10. Als men dit nalaat, wordt vaak eerst het bellen en gebeld worden geblokkeerd, behalve de mogelijkheid tot opwaarderen, en na nog enige tijd vervallen de aansluiting en het beltegoed helemaal.

Een prepaid databundel heeft vaak een bepaalde geldigheidsduur, bijvoorbeeld een dag of een maand. De gebruiker kan dus door de aangekochte hoeveelheid data, sms-tegoed of de "belminuten" heen raken. Omgekeerd kan bij een internetabonnement met maandelijkse databundel er soms een bijgekocht worden, geldig tot het eind van de maand. Voor een regelmatig gebruiker van internet is het onderscheid tussen een abonnement en prepaid daarmee beperkt. Sommige belbundels kunnen voor internet worden gebruikt, waarbij bijvoorbeeld 1 minuut bellen gelijkstaat aan 1 MB; dit kan voordelig zijn bij zeer beperkt internetgebruik.
Het abonnement of beltegoed is net als de provider en het telefoonnummer gekoppeld aan de simkaart: als men de kaart in een ander toestel plaatst zijn ze van toepassing bij gebruik van dit andere toestel, voor zover dit gebruik niet verhinderd wordt door een simlock.
De diverse functies van de mobiele telefoon die niet van het netwerk gebruikmaken zijn (uiteraard) gratis.

## Betalen met de mobiele telefoon
Sinds eind 2006 is in Nederland het mogelijk om met Rabo Mobiel kleine betalingen te doen met de mobiele telefoon. Naast deze betalingen is het sinds begin 2007 mogelijk toegangskaarten voor concerten en evenementen via internet te betalen en direct te ontvangen per sms. Een voordeel van mobiele toegangskaartjes kan zijn dat men, naast de directe ontvangst van het ticket, ook via een aparte ingang het betreffende evenement in kan.
Inmiddels is het ook mogelijk om kortingscoupons op de mobiele telefoon te downloaden, geld over te maken naar andere gebruikers, al dan niet via sms en te betalen in parkeergarages, supermarkten, restaurants et cetera.

## Gezondheidsrisico's

### Straling
De risico’s van de elektromagnetische straling afkomstig van mobiele telefonie, zowel van de toestellen als van de zendmasten, zijn nog onduidelijk. Het Internationaal Agentschap voor Kankeronderzoek heeft de elektromagnetische velden die samenhangen met het gebruik van mobiele telefonie ingeschaald als 'mogelijk kankerverwekkend voor mensen' (groep 2B)". Dit is gebaseerd op een geloofwaardig causaal verband tussen gebruik van mobiele telefonie en gliomen, zonder dat evenwel met redelijke zekerheid kan worden uitgesloten dat dit schijnbare verband te wijten is aan toeval of andere problemen met de statistiek en selectie van gevallen.
Enerzijds bestaat er geen onderzoek dat eenduidig en ondubbelzinnig enige gezondheidsschade aantoont. Maar er is ook nog geen onderzoek dat alle effecten uitsluit – met name niet omdat er nog onvoldoende epidemiologisch onderzoek is gedaan naar langdurige blootstelling aan lage doses.
Een overzicht van SAR-waarden geeft weer hoeveel elektromagnetische straling het lichaam binnendringt per telefoon. Er is geen eenduidig bewijs dat een hoge SAR-waarde schadelijk is voor de gezondheid en/of een lage SAR-waarde ook minder schadelijk is voor de gezondheid.
Volgens de Amerikaanse epidemiologe en publiciste Devra Davis beschikt de mobieletelefonie-industrie over een fonds van 250 miljoen dollar om op voor de industrie negatieve onderzoeksresultaten adequaat in de media te reageren (wargaming the science).
Geinspireerd door de angst voor dergelijke straling, zijn er stralingsblokkerende producten op te markt gekomen, waaronder onderbroeken en andere kledingstukken.

#### Aanwijzingen voor gezondheidsrisico's
- Sommigen menen dat veelvuldig gebruik van een mobiele telefoon kan leiden tot permanente oogproblemen en zelfs tot een cataract. Wetenschappers van de faculteit geneeskunde van het Israëlische Instituut voor Technologie stelden de ooglenzen van jonge kalveren (qua structuur bijna gelijk aan het menselijk oog) bloot aan warmte die te vergelijken is met de temperatuurstijging die men krijgt tijdens een lang gsm-gesprek en aan microgolfstraling zoals die door een draagbare telefoon wordt geproduceerd. Na twee weken bleek dat het oogweefsel bij de proefdieren een bobbeltje had gevormd, dat sterke overeenkomsten vertoont met de eerste fase van de ernstige oogaandoening cataract.[19][20]
- Een studie van Prof. Santini[21] vond een duidelijke toename van de volgende symptomen bij mensen die vlak bij een zendmast wonen: hoofdpijn/migraine, slaapstoornissen, irritatiegevoeligheid, depressieve klachten, vermoeidheid, concentratieproblemen, gevoel van onbehagen en geheugenstoornissen. Recentere – onafhankelijke – studies uit Oostenrijk door Hutter et al.[22] en uit Spanje door Navarro et al.[23] komen tot soortgelijke bevindingen. Reeds bij niveaus van 10–100 μW/m² is er een verhoogde kans op genoemde symptomen, terwijl veel mensen blootgesteld worden aan meerdere duizenden μW/m².
- Onderzoek van de Radboud Universiteit Nijmegen en het bedrijf Brainclinics, waarin 300 mensen gedurende twee tot drie jaar werden gevolgd, geeft aanwijzingen dat mensen die vaak en lang mobiel bellen, een subtiele vertraging van de hersenfunctie vertonen ten opzichte van mensen die minder bellen, en dat dit effect niet het gevolg is van verschillen in persoonlijkheid.[24][25] De gevonden vertraging van de hersenfuncties valt binnen de "normale" grenzen, en regelmatige bellers toonden een verbeterde gerichte aandacht dan weinig-bellers. Het is daarom niet geheel duidelijk of hier sprake is van een nadelig gezondheidseffect.
- Een onderzoek dat door fabrikanten van mobiele telefoons werd gefinancierd, geeft aanwijzingen dat de straling van mobiele telefoons de slaap kan verstoren. Bij proefpersonen die aan de straling waren blootgesteld duurde het langer voor zij de fase van diepe slaap bereikten, en die fase duurde ook korter.[26][27]
- Bij een onderzoek van de wetenschapper Dirk Adang van de Université catholique de Louvain werd een groep laboratoriumratten blootgesteld aan gsm-, antenne- en wifistraling en een andere groep niet. De blootgestelde ratten bleken een dubbel zo hoog sterftecijfer te hebben als de niet blootgestelde groep. Van de zeventien aan straling blootgestelde ratten bleken er zestien te zijn gestorven aan een tumor.[28] Het ging hierbij om een “langetermijnexperiment […] en low exposure. De blootstellingsfactor was die van International Commission on Non-Ionizing Radiation Protection (ICNIRP).”[29]
- In mei 2016 gaven voorlopige resultaten van een langetermijnstudie door de Amerikaanse overheid aan dat radiostraling, het soort dat uitgezonden wordt door mobiele telefoons, kanker kan veroorzaken bij ratten.[30][31]

#### Aanwijzingen tegen gezondheidsrisico's
- Officiële onderzoeken en metingen, zoals beschreven op de website van het overheidsloket Antennebureau[32] geven aan dat tot nu[(sinds) wanneer?] toe geen nadelige invloed van elektromagnetische velden op de gezondheid is gebleken en dat er geen redenen zijn om aan te nemen dat dat voor gsm en UMTS anders is.
- Onderzoek van de International Commission on Non-Ionizing Radiation Protection[33] toont aan dat er tot nu[(sinds) wanneer?] toe geen oorzakelijk verband tussen blootstelling aan radiogolven en gezondheidsklachten is gevonden.
- Informatie van de Wereldgezondheidsorganisatie[34] laat zien dat er geen effecten van radiostraling op de gezondheid kan worden gevonden, alleen een kleine verhoging van de lichaamstemperatuur bij zeer hoge stralingsdosissen.
- Meldingen in de media van een groter aantal kankergevallen in de buurt van sommige gsm-antennes leiden vaak tot onrust. Maar het is een feit dat kankergevallen geografisch ongelijk verdeeld zijn over de bevolking. Omdat gsm-antennes overal in het land staan, valt het te verwachten dat er zo nu en dan toevallig een cluster van kankergevallen voorkomt in de buurt van een gsm-antenne. Bovendien zijn de gemelde kankergevallen in deze clusters een verzameling van verschillende soorten, die verschillende eigenschappen hebben. Het is daarom onwaarschijnlijk dat ze een gezamenlijke oorzaak (zoals een nabijgelegen gsm-antenne) hebben.[35]
- Een uitgebreid Brits onderzoek, waarbij meer dan 900 mensen met een hersentumor werden ondervraagd en meer dan 1700 gezonde mensen, vond geen verband tussen mobiel bellen en hersentumoren.[36]
- Elektromagnetische straling is pas boven een bepaalde grens in staat om veranderingen in een atoom te bewerkstelligen (ioniseren). Deze grens ligt bij 3,28 × 1015Hz, wat overeenkomt met ultraviolet licht. Mobiele telefonie werkt met frequenties die ongeveer een miljoen maal lager zijn. UMTS bijvoorbeeld gebruikt frequenties tot ca. 2 GHz, gsm zit daar nog ruim onder, en er is dus geen sprake van ioniserende straling. Hoewel bekend is dat laagenergetische niet-ioniserende straling een lichte temperatuurverhoging kan veroorzaken, is er geen werkingsmechanisme bekend dat kan verklaren hoe dergelijke straling het DNA zou kunnen beschadigen (en zo kanker zou kunnen veroorzaken).[37]
- Een commissie van de Gezondheidsraad constateerde in een rapport (2010/09) over het onderzoek van Dirk Adang (zie Aanwijzingen voor gezondheidsrisico's) dat, als gevolg van diverse onvolkomenheden in de uitvoering van het onderzoek en in de statistische analyse van de gegevens, zijn conclusies wetenschappelijk niet houdbaar zijn.

### Bellen tijdens het autorijden
Een duidelijk aangetoond risico van mobiele telefonie, dat echter niet met elektromagnetische straling te maken heeft, is bellen tijdens het autorijden. Wie niet-handsfree telefoneert heeft vijf maal zoveel kans op een ongeval. Handsfree bellen is iets minder gevaarlijk, maar de kans is dan nog steeds 3,8 maal zo groot. Bellen achter het stuur beïnvloedt de rijvaardigheid mogelijk sterker dan enkele glazen alcohol.
Wanneer men belt vanuit de auto en andere ruimtes waarin veel metaal is verwerkt, zal de straling van een telefoon toenemen als gevolg van een sterker zendsignaal. Bellen vanuit de auto zou dus (mogelijk) de nadelige gezondheidseffecten in relatie tot straling kunnen versterken.

## Overige producten

### Jammers
Er bestaan zogenoemde jammers om het telefoonverkeer te verstoren, bijvoorbeeld om de rust te bevorderen of fraude bij een examen te voorkomen (maar ook te gebruiken voor andere, illegale doeleinden). In onder andere Nederland is de handel in en het gebruik van jammers echter verboden.